# Kraaikop
De Kraaikop is een Oud-Nederlands kuifhoenderras uit het zuiden van Noord-Brabant, dat verwant is aan het Hollandse kuifhoen.

## Naamgeving
De naam is gebaseerd op het uiterlijk van het dier; de kop heeft sterke gelijkenis met de kop van een kraai. In andere landen wordt in de naam verwezen naar de plek van origine, namelijk Breda. Zo heet de Kraaikop in Groot-Brittannië bijvoorbeeld Breda Fowl. Verwarring treedt vaak op door de Duitse naam voor de Twentse hoenders: Kraienkopp. Afgezien van de naam hebben deze twee rassen echter niets met elkaar gemeen. In Duitsland werd het ras ook wel "Gelder-Huhn" genoemd.

## Kenmerken
Typisch voor het ras is de rudimentaire kuif, een plukje veren boven op de kop, de dieren hebben dus geen kam, enkel de aanleg ervan is zichtbaar. Daarnaast hebben ze opstaande neusgaten. De oorschijven zijn wit. De bouw is hooggesteld en fors met een lange ruglijn en een relatief grote staart. Andere typische kenmerken van de Kraaikop zijn de gierhakken en de voetbevedering. De hennen zijn goede leggers en leggen bijna het hele jaar door witte eieren. Van oorsprong is de Kraaikop hoofdzakelijk een vleesras.

## Kleurvarianten
- zwart
- wit
- koekoek
- gezoomd blauw
- zwartbont (ontbreekt bij de kriel)

## Kriel
De Kraaikopkriel is in uiterlijk bijna gelijk aan het grote hoen, alleen is het dier kleiner. De dwerghoenders zijn ontstaan in de jaren dertig van de 20e eeuw. Nadat de krielen bijna waren uitgestorven, hebben fokkers in de jaren tachtig van de 20e eeuw de fok weer opgestart. Hierbij is gebruikgemaakt van nog aanwezig zijnde Kraaikopkrielen, Nederlandse uilebaardkrielen en Nederlandse sabelpootkrielen.